# پل پیلگریم
پل پیلگریم (انگلیسی: Paul Pilgrim؛ ۲۶ اکتبر ۱۸۸۳ – ۸ ژانویه ۱۹۵۸) دونده اهل ایالات متحده آمریکا بود.
وی در مسابقات کشوری و بین‌المللی در مجموع برندهٔ ۳ مدال طلا شده‌است.